# Billboard 200
Billboard 200 je popis 200 najprodavanijih glazbenih albuma ili EP-ova u SAD-u. Popis izlazi sa svakim novim izdanjem tjednog časopisa Billboard te se često koristi za naznaku popularnosti određenog izvođača ili sastava. Popis se utvrđuje ovisno o prodaji glazbenog materijala.

## Najveći uspjesi glazbenih izvođača

### Najviše albuma na ljestvici prvih 10[1]
- The Rolling Stones (36)
- Frank Sinatra (32)
- The Beatles (31)
- Barbra Streisand (29)
- Elvis Presley (28)

### Najviše prvih mjesta na top ljestvici albuma
- The Beatles (20)
- Elvis Presley (10)
- Jay Z (10)
- The Rolling Stones (9)
- Barbra Streisand (8)
- Garth Brooks (8)
- Bruce Springsteen (8)
- Britney Spears (7)

### Najviše tjedana na broju jedan
- The Beatles (132)
- Elvis Presley (67)
- Garth Brooks (51)
- Michael Jackson (50)
- Whitney Houston (50)
- The Kingston Trio (46)

## Najuspješniji albumi

### Najviše tjedana na #1
- (54 tjedana) West Side Story - Soundtrack (1961. – 1962.)
- (37 tjedana) Thriller – Michael Jackson (1983. – 1984.)
- (31 tjedana) Calypso – Harry Belafonte (1956.)
- (31 tjedana) South Pacific – Soundtrack (1958.)
- (31 tjedana) Rumours – Fleetwood Mac (1977.)
- (24 tjedana) Saturday Night Fever – Soundtrack (1978.)
- (24 tjedana) Purple Rain – Prince i sastav the Revolution (1984.)
- (21 tjedana) Please Hammer Don't Hurt 'Em – MC Hammer (1990.)
- (20 tjedana) The Bodyguard – Soundtrack (1992.)
- (20 tjedana) Blue Hawaii – Elvis Presley (1961.)

### Najviše tjedana na top ljestvici
- (741 tjedana) The Dark Side of the Moon – Pink Floyd
- (490 tjedana) Johnny's Greatest Hits – Johnny Mathis
- (480 tjedana) My Fair Lady – Cast recording
- (331 tjedana) Highlights from the Phantom of the Opera – Original Cast
- (302 tjedana) Tapestry – Carole King
- (295 tjedana) Heavenly – Johnny Mathis
- (283 tjedana) Oklahoma! – Soundtrack
- (282 tjedana) MCMXC a.D. – Enigma
- (281 tjedana) Metallica – Metallica
- (277 tjedana) The King and I – Soundtrack
- (277 tjedana) Hymns – Tennessee Ernie Ford